# Hypochrysops dohertyi
Hypochrysops dohertyi är en fjärilsart som beskrevs av Charles Oberthür 1894. Hypochrysops dohertyi ingår i släktet Hypochrysops och familjen juvelvingar. Inga underarter finns listade i Catalogue of Life.